# Íjászat az 1972. évi nyári olimpiai játékokon
Az 1972. évi nyári olimpiai játékokon az íjászatban két nagy távú összetett versenyszámban osztottak érmeket. A sportág 52 év után szerepelt újra az olimpia programjában.

## Éremtáblázat
(A rendező ország csapata eltérő háttérszínnel, az egyes számoszlopok legmagasabb értéke, vagy értékei vastagítással kiemelve.)
| Az 1972. évi nyári olimpiai játékok éremtáblázata íjászatban | Az 1972. évi nyári olimpiai játékok éremtáblázata íjászatban | Az 1972. évi nyári olimpiai játékok éremtáblázata íjászatban | Az 1972. évi nyári olimpiai játékok éremtáblázata íjászatban | Az 1972. évi nyári olimpiai játékok éremtáblázata íjászatban | Olimpia  |
| ------------------------------------------------------------ | ------------------------------------------------------------ | ------------------------------------------------------------ | ------------------------------------------------------------ | ------------------------------------------------------------ | -------- |
|                                                              | Ország                                                       | Arany                                                        | Ezüst                                                        | Bronz                                                        | Összesen |
| 1.                                                           | Egyesült Államok (USA)                                       | 2                                                            | 0                                                            | 0                                                            | 2        |
|                                                              |                                                              |                                                              |                                                              |                                                              |          |
| 2.                                                           | Svédország (SWE)                                             | 0                                                            | 1                                                            | 0                                                            | 1        |
| 2.                                                           | Lengyelország (POL)                                          | 0                                                            | 1                                                            | 0                                                            | 1        |
|                                                              |                                                              |                                                              |                                                              |                                                              |          |
| 4.                                                           | Finnország (FIN)                                             | 0                                                            | 0                                                            | 1                                                            | 1        |
| 4.                                                           | Szovjetunió (URS)                                            | 0                                                            | 0                                                            | 1                                                            | 1        |
|                                                              |                                                              |                                                              |                                                              |                                                              |          |
| Összesen                                                     | Összesen                                                     | 2                                                            | 2                                                            | 2                                                            | 6        |

## Érmesek
| Az 1972. évi nyári olimpiai játékok érmesei íjászatban |                                               |                                               |                                           |
| Versenyszám                                            | Arany                                         | Ezüst                                         | Bronz                                     |
| Férfi négytávú összetett                               | John Williams · Egyesült Államok (USA) · 2528 | Gunnar Jervill · Svédország (SWE) · 2481      | Kyösti Laasonen · Finnország (FIN) · 2467 |
| Női négytávú összetett                                 | Doreen Wilber · Egyesült Államok (USA) · 2424 | Irena Szydłowska · Lengyelország (POL) · 2407 | Emma Gapcsenko · Szovjetunió (URS) · 2403 |

## Magyar részvétel
- Nagy Béla - 34.
- Hamvas Ágnes - 22.